# Thomas Ford (compositeur)
Pour les articles homonymes, voir Thomas Ford et Ford (homonymie).
Thomas Ford est un compositeur, luthiste, gambiste et poète anglais de la Renaissance tardive et des débuts du baroque, né vers 1580 et mort en 1648.

## Biographie
Thomas Ford est né vers 1580 et est décédé en novembre 1648. Il est enterré dans le cimetière de l'église St Margaret à Westminster,.

## Œuvres
- Musicke of Sundrie Kindes

## Discographie
- 2003 : "Why not here - Music for two lyra-viols", musique de Thomas Ford, Alfonso Ferrabosco II, John Jenkins, John Danyel, Anthony Holborne, Richard Alison et William Lawes, par Friederike Heumann, Hille Perl, Lee Santana et Michael Freimuth.